# Hvězdárna a planetárium hlavního města Prahy
Hvězdárna a planetárium hlavního města Prahy je příspěvková organizace, jejímž zřizovatelem je hl. m. Praha. Je osvětovou organizací přírodovědného charakteru a od roku 2018 prezentuje své aktivity pod obchodní značkou Planetum. Jejím hlavním úkolem je osvěta a vzdělávání široké veřejnosti v astronomii a příbuzných přírodovědných a technických oborech a provádění odborné a výzkumné činnosti. Jejími pracovišti jsou Planetárium Praha v Královské oboře, kde je i sídlo společnosti, Štefánikova hvězdárna na Petříně a Hvězdárna Ďáblice na vrchu Ládví. Jedná se o první organizaci svého druhu, která má svou vlastní družici.
Do roku 1999 byl ředitelem této organizace Oldřich Hlad, kterého vystřídal Marcel Grün a od roku 2018 je ředitelem Jakub Rozehnal. 

## Historie organizace
Ke slučování pražských astronomicko–osvětových zařízení docházelo postupně. Již v roce 1969 došlo ke sloučení tehdy Lidové hvězdárny na Petříně (Štefánikovy hvězdárny) s Hvězdárnou Ďáblice do společného podniku Hvězdárna hl. m. Prahy. V roce 1973 bylo ve spolupráci s Hvězdárnou a planetáriem v Českých Budějovicích zřízeno nové, sdílené, pracoviště - Koperníkova kopule na observatoři na Kleti, pro kterou petřínská hvězdárna poskytla kopuli a dalekohled.
Po předchozích přípravách byla dne 1. 1. 1979 všechna tato pracoviště Hvězdárny hl. m. Prahy sloučena s Planetáriem Praha za vzniku organizace Hvězdárna a planetárium hl. m. Prahy.

## Organizační struktura
V souladu s Koncepcí rozvoje současného vedení byla od 1. 1. 2018 provedena úprava organizační struktury organizace. Ta je v současnosti rozdělena na tři oddělení (dramaturgické, programové a ekonomicko-provozní) a další dvě střediska (Štefánikovu hvězdárnu a Hvězdárnu Ďáblice) formálně vedené na úrovni ostatních oddělení. 